# Abdicação de Margarida II da Dinamarca

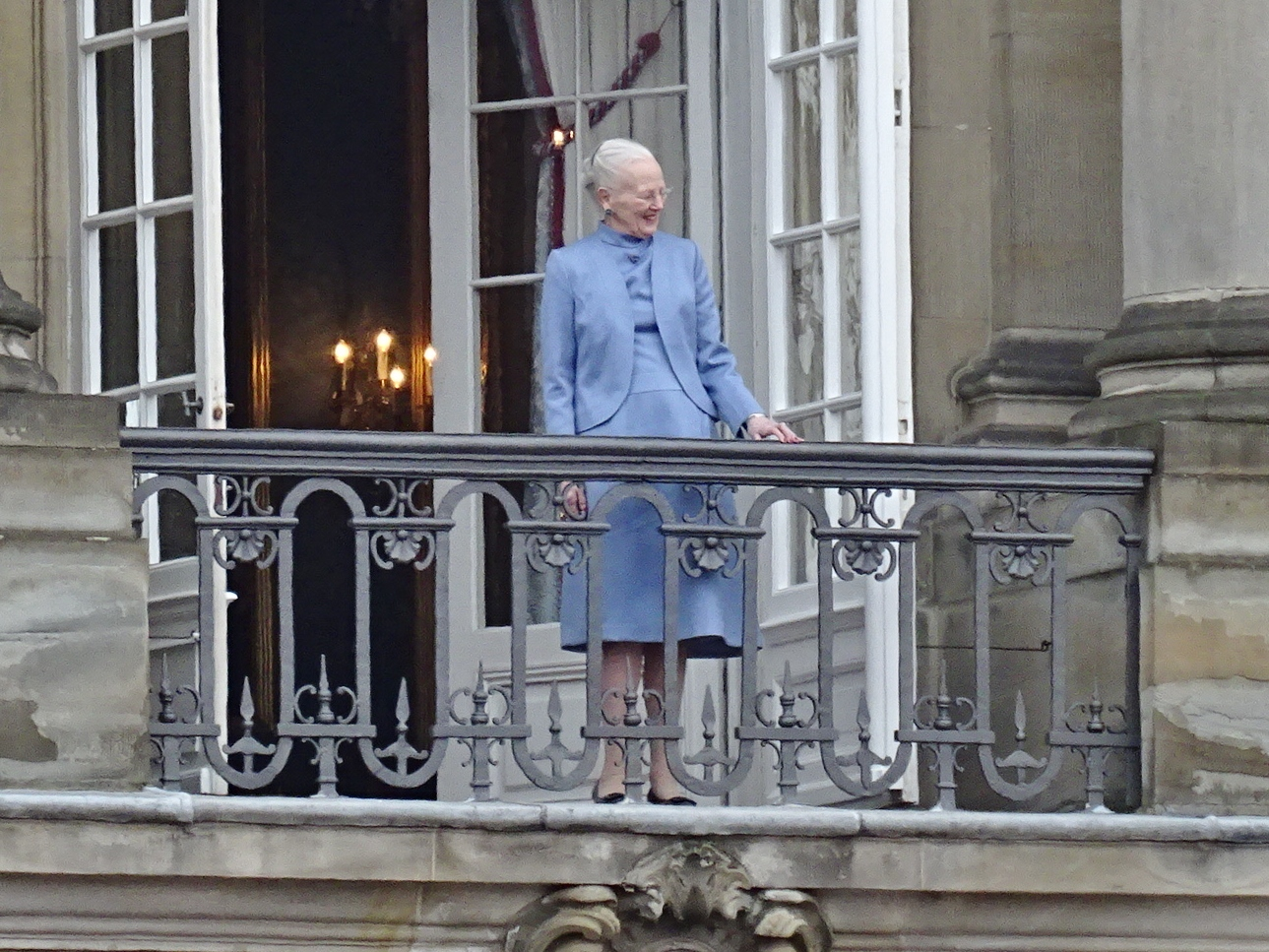
Rainha Margarida II na varanda do Palácio de Amalienborg, 2023

A Rainha Margarida II anunciou sua abdicação como Rainha da Dinamarca, durante seu discurso de Ano Novo em 31 de dezembro de 2023, após reinar por quase 52 anos. Margarida II foi sucedida por seu filho mais velho, o Príncipe-herdeiro Frederico, como rei em 14 de janeiro de 2024, no dia em que completou exatamente 52 anos de reinado.A abdicação de Margrethe foi a primeira abdicação voluntária de um monarca dinamarquês desde a do rei Érico III em 1146.

## Antecedentes
Permanecerei no trono até cair.

Margarida II da Dinamarca, 2012
A Rainha Margarida II nunca pretendeu abdicar do trono. Numa entrevista em 2012 por ocasião de seu Jubileu de Rubi, a monarca afirmou: "A meu ver, faz parte da posição que você ocupa quando herda uma monarquia: é uma tarefa que você lhe confiou, e que você guarde enquanto viver, como fez meu pai e meu avô antes dele". A Rainha rejeitou a possibilidade de abdicação numa entrevista em 2016, e disse: "Neste país não adotamos essa forma de entrega. Sempre foi: você fica enquanto viver. É isso que meu pai fez e meus antecessores. E a maneira como eu vejo também". Em outra entrevista em 2016, ela disse que seu filho se tornaria rei "quando eu não estiver mais aqui".
Com a morte da Rainha Isabel II, em 8 de setembro de 2022, Margarida II tornou-se a monarca de reinado mais longo na Europa e a única rainha reinante no mundo.Em uma entrevista no início daquele ano, Margarida II afirmou que Isabel II havia causado uma "enorme impressão" nela, dizendo "o fato de ela estar dedicando sua vida. Eu entendi o que isso significava. Isto é para a vida. Esse é o todo o ponto da minha vida".

## Anúncio
Decidi que agora é o momento certo. No dia 14 de janeiro de 2024 – 52 anos depois de ter sucedido ao meu amado pai – deixarei o cargo de Rainha da Dinamarca. Entregarei o trono ao meu filho, o príncipe herdeiro Frederik.

Margarida II da Dinamarca, 2023
A Rainha Margrethe II fez o anúncio surpresa de sua abdicação ao vivo na televisão em seu discurso de Ano Novo em 31 de dezembro de 2023. Ela disse que o tempo cobrou seu "preço" e que seu número de "doenças" aumentou, e que ela não pode assumir tantas funções quanto ela administrou no passado. A Rainha citou a sua extensa cirurgia nas costas em fevereiro de 2023 e disse que a operação a fez reavaliar a sua posição e considerar "se agora seria um momento apropriado para passar a responsabilidade para a próxima geração".
A Rainha agradeceu ao público pelo "calor e apoio esmagadores"; aos governos em mudança pela sua “colaboração gratificante”; e ao parlamento por “sempre depositarem em mim a sua confiança”. Ela expressou sua esperança de que o novo Rei e Rainha sejam recebidos com "a mesma confiança e devoção que recaiu sobre mim".
Entende-se que ninguém tinha conhecimento do plano da Rainha de antemão, com exceção do primeiro-ministro dinamarquês, o Rei da Suécia e poucas outras pessoas. Ela só informou seus filhos sobre sua decisão três dias antes do anúncio.

## Abdicação

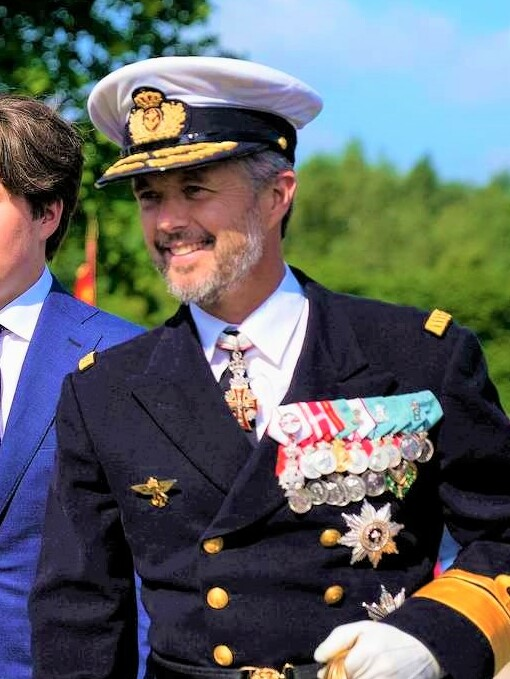
O Príncipe Herdeiro Frederik ascenderá ao trono como Rei Frederik X

Como não existe tradição de abdicação na Dinamarca, a abdicação de Margrethe é a primeira vez em quase 900 anos que um monarca dinamarquês renuncia voluntariamente ao trono; o primeiro a fazê-lo foi o Rei Eric III Lamb em 1146. No entanto, o Ato de Sucessão presume que a abdicação pode ocorrer, já que a seção 6 da lei estipula que disposições específicas baseadas na morte do monarca também se aplicam quando o monarca abdica do trono.

### Cerimônia noPalácio de Christiansborg
A abdicação de Margrethe II como Rainha da Dinamarca ocorreu no Palácio de Christiansborg em 14 de janeiro de 2024, 52º aniversário da sua ascensão ao trono.
Às 13h35, o Príncipe Herdeiro Frederico, a Princesa Herdeira Maria e o Príncipe Cristiano deixaram o Palácio de Frederico VIII em direção ao Palácio de Christiansborg. Minutos depois, a Rainha fez a viagem de sua residência no Palácio de Cristiano IX até o Palácio de Christiansborg na carruagem das Bodas de Ouro.
Às 14h00, a Rainha, o Príncipe Herdeiro Frederico e o Príncipe Cristianp participaram do Conselho de Estado, com a presença de ministros do governo e do conselho de secretários de Estado. No momento em que a Rainha assinou uma declaração de abdicação, o Príncipe Herdeiro Frederico ascendeu ao trono dinamarquês como Rei Frederico X.A Rainha Margarida então cedeu seu assento e o ofereceu ao novo Rei. Ao mesmo tempo, o novo herdeiro do trono, o príncipe herdeiro Cristiano, assumiu o assento à direita do rei. Depois disso, a visivelmente emocionada Rainha Margrethe disse "Gud bevare kongen" ("Deus salve o rei!") e deixou o recinto onde se reunia o conselho Após a formalidade, a antiga monarca regressou ao Palácio de Cristiano IX num veículo oficial. Às 14h30, os novos Rei e Rainha celebraram uma recepção para convidados.
Às 15 horas, a Primeira-ministra Mette Frederiksen, proclamou o novo rei a partir da varanda do Palácio de Christiansborg. O Rei então fez um discurso e apresentou seu lema real.De acordo com os costumes do Estado dinamarquês, o primeiro-ministro proclamou três vezes: "Sua Majestade a Rainha Margarida II abdicou. Viva Sua Majestade o Rei Frederico X!" Isto foi seguido pela tradicional comemoração nove vezes maior da multidão de dezenas de milhares de pessoas que compareceram para testemunhar a proclamação. O rei, então, fez um discurso e apresentou seu lema real: "Forbundet, forpligtet, for Kongeriget Danmark" ("Unidos, comprometidos, pelo Reino da Dinamarca").  Após seu discurso, o rei foi acompanhado à sacada do palácio por sua família, incluindo a nova Rainha Maria e o Príncipe Herdeiro Cristiano.
Após a proclamação, salvas de tiros foram disparadas da Bateria Sixtus em Holmen, Copenhague. Em Amalienborg, o estandarte real foi baixado no Palácio de Cristiano IX e erguido no Palácio de Frederico VIII para marcar a ascensão do Rei. O Rei e a Rainha retornaram então do Palácio de Christiansborg para sua residência no Palácio de Frederico VIII na Carruagem das Bodas de Ouro, escoltados pelo esquadrão montado do Regimento de Hussardos da Guarda. Às 17h, as cores reais foram transferidas do Palácio de Cristiano IX para o Palácio de Frederico VIII para marcar a mudança de monarca.
Às 17h00, as cores reais foram transferidas do Palácio de Cristiano IX para o Palácio de Frederico VIII para marcar a mudança de monarca. No Palácio Amarelo , foi montado um livro de felicitações das 15h00 às 19h00, para permitir ao público enviar saudações ao Rei. Uma lista de felicitações também foi aberta no site da casa real dinamarquesa.
Para marcar a mudança do monarca, bandeiras foram hasteadas em todos os edifícios e navios estatais em todo o reino dinamarquês em 14 de janeiro de 2024.

### Mudanças nos títulos reais
Após sua ascensão, o Príncipe Herdeiro Frederico assumiu o nome régio de "Frederico X" e o título real de "Sua Majestade, o Rei de Dinamarca". De igual modo, a anteriormente Princesa Herdeira Maria assumiu o título real de "Sua Majestade, a Rainha da Dinamarca". Desde então, o casal real são doravante conhecidos como Rei e Rainha da Dinamarca.
O Príncipe Cristiano, que se tornou o herdeiro aparente de seu pai, assumiu o título real de "Sua Alteza Real, o Príncipe Herdeiro da Dinamarca".
Após a abdicação, a Rainha Margarida II manteve seu tratamento como "Sua Majestade" e passou a ser denominada "Sua Majestade, a Rainha Margarida". Ela também tornou-se elegível para ser instalada como regente interina na incapacidade do rei e do príncipe herdeiro Cristiano. Como regente interina, Margarida poderá desempenhar as funções de chefe de Estado em determinadas ocasiões, por exemplo, durante as estadas de Frederico e Cristiano no exterior.

### Eventos comemorativos
Em 15 de janeiro de 2024, o Rei e a Rainha, e membros da família real, participaram na celebração da ascensão do Rei no Parlamento Dinamarquês. Durante uma reunião na câmara, o Presidente da Câmara e a Primeira-ministra realizaram discursos e, posteriormente, a Primeira-ministra transmitiram a mensagem do Rei aos parlamentares. Posteriormente, foi realizada uma recepção no plenário da Landsting, a antiga câmara alta do parlamento.
No dia 21 de janeiro, a família real participou de um serviço religioso comemorativo na Catedral de Aarhus com a presença de representantes da Dinamarca e da cidade de Aarhus. O serviço religioso foi liderado pelo Real Capelão Ordinário e Bispo da Diocese de Aarhus, Henrik Wigh-Poulsen.
Para assinalar a abdicação, o Palácio de Frederiksborg acolheu uma exposição de retratos da Rainha Margrethe II, incluindo o famoso retrato em serigrafia de Andy Warhol como parte da sua série Reigning Queens. Danish Broadcasting Corporation e a TV 2 se uniram para organizar um programa de homenagem à Rainha Margrethe intitulado Danmarks dronning - den største tak (Rainha da Dinamarca - o maior agradecimento), que foi transmitido ao vivo de Kongens Nytorv em 12 de janeiro de 2024.A Danish Broadcasting Corporation também produziu o documentário " Dronningen og statsministrene - i al fortrolighed " (A Rainha e os Primeiros-Ministros - em total confiança), que apresenta entrevistas e material de arquivo sobre o relacionamento da Rainha com seus nove dinamarqueses. primeiros ministros.

### Celebrações na Austrália

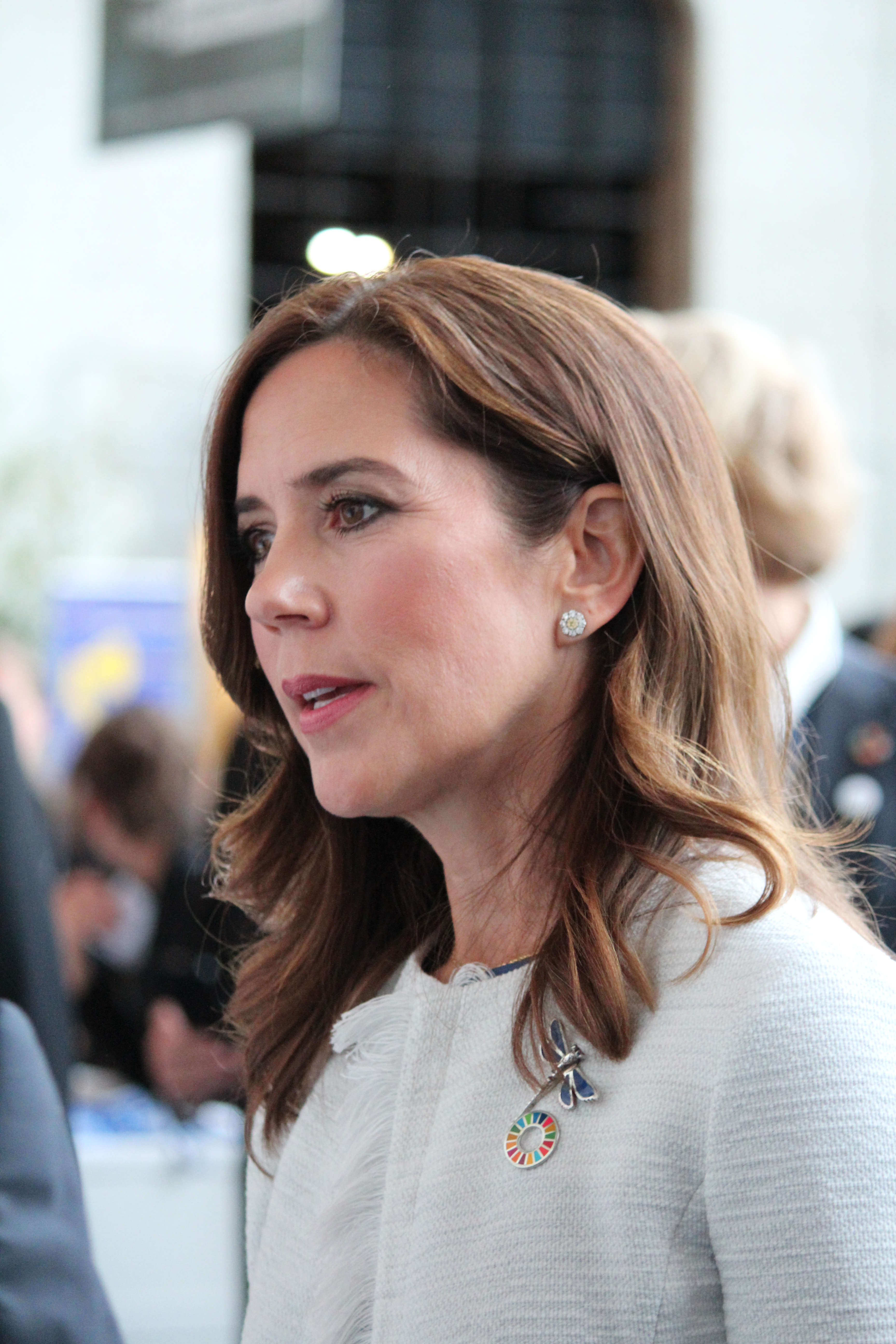
Maria, Princesa Herdeira tornou-se a primeira rainha consorte dinamarquesa nascida na Austrália.

Na Austrália, edifícios públicos em toda a Tasmânia, incluindo a Ponte Tasman, a Prefeitura de Launceston e o centro de convenções paranaple de Devonport, foram iluminados com as cores da bandeira dinamarquesa em 14 de janeiro de 2024. O governo da Tasmânia doou A$ 10.000 para a Fundação Alannah e Madeline em homenagem do patrocínio internacional da Rainha Maria. Para marcar a elevação de Maria à Rainha, o primeiro-ministro Anthony Albanese anunciou a doação do governo federal de A$ 10.000 para a Wildcare Tasmania para apoiar a conservação do diabo da Tasmânia.
Uma mesa ocasional feita à mão em Huon Pine também será presenteada pelo governo da Tasmânia ao Rei e à Rainha. A Lord Mayor de Hobart, Anna Reynolds, marcou a ocasião plantando uma árvore de eucalipto azul, com o Lord Mayor de Copenhaga plantando uma árvore recíproca na capital dinamarquesa para homenagear "o vínculo duradouro entre as duas cidades". O primeiro-ministro da Tasmânia , Jeremy Rockliff , disse que "sempre houve um convite aberto" para Mary e Frederik visitarem a Tasmânia.Livros de felicitações foram montados na Casa do Governo em Hobart de 15 a 19 de janeiro, para permitir que os tasmanianos parabenizassem o casal real.
Na Tasmânia, as celebrações foram realizadas em Taroona Beach, enquanto um chá da tarde aconteceu na Shot Tower em Taroona. O Parlamento em Hobart hasteou a bandeira dinamarquesa em 14 de janeiro. Em Wollongong, ao sul de Sydney, o Clube Dinamarquês da Austrália recebeu expatriados dinamarqueses e suas famílias para um piquenique para marcar a transição real. Em Melbourne, as pessoas se reuniram no Clube Dinamarquês na Denmark House para comemorar. 

### Mudanças na Casa Real
Devido à mudança de monarca, serão feitos vários ajustes na gestão da Casa Real.
Christian Schønau, chefe do tribunal do príncipe herdeiro e da princesa herdeira, sucederá Kim Kristensen como marechal da corte na Casa Real em 14 de janeiro de 2024. No mesmo dia, o secretário de gabinete Henning Fode renunciará após 16 anos no cargo. Um novo secretário de gabinete não será nomeado, pois as funções exigidas serão desempenhadas pelo marechal da corte no novo reinado.
Na recém-criada "Corte de Sua Majestade a Rainha Margrethe", Kim Kristensen assumirá o cargo de chefe do tribunal. Lasse Harkjær, o mestre de cerimônias, renunciará em 1º de março para assumir o cargo de chefe de gabinete na Corte da Rainha Margrethe. Harkjær será sucedido como mestre de cerimônias por Anders Friis em 1º de março.

### Outras mudanças
Todos os patrocínios reais e cargos honorários ocupados pela Rainha Margrethe II, Príncipe Herdeiro Frederik e Princesa Herdeira Maria terminarão com a mudança de monarca em 14 de janeiro de 2024. Eles serão posteriormente revisados e será tomada uma decisão sobre quais patrocínios serão continuados ou redistribuídos.
Todos os mandados reais terminarão com a abdicação, visto que são concedidos pelo monarca reinante. Os atuais titulares de mandados reais poderão continuar a usar o título de "Fornecedor da Casa Real da Dinamarca" até o término do mandado ou um ano após a abdicação (14 de janeiro de 2025). Uma decisão será tomada posteriormente sobre o futuro acordo relativo aos mandados reais.
Títulos honoríficos como dama de companhia, camareiro e mestre caçador não serão afetados pela mudança de monarca, e o mesmo se aplica às ordens e medalhas já atribuídas.

## Reações

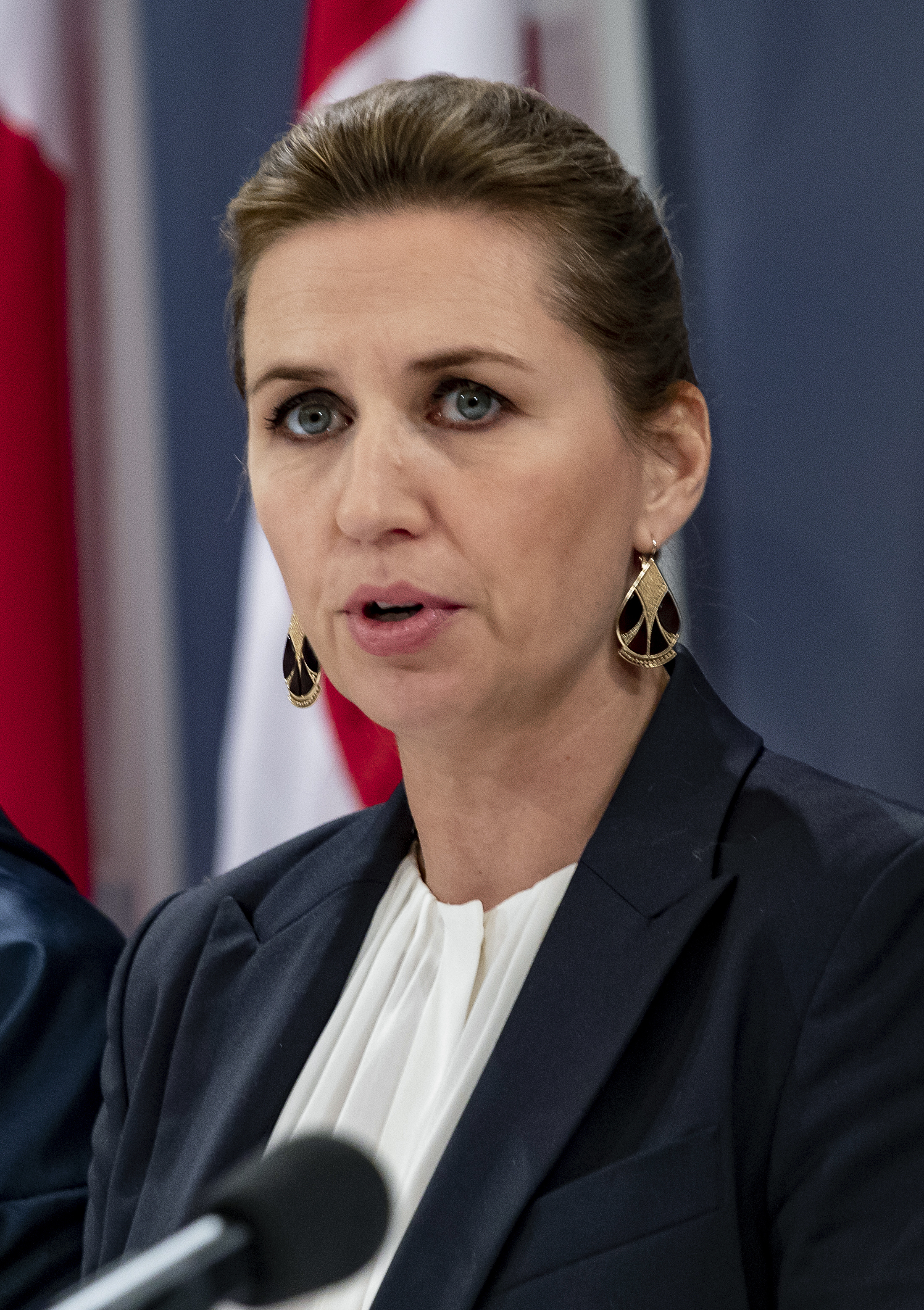
A primeira-ministra Mette Frederiksen descreveu Margrethe como a "epítome da Dinamarca".

A notícia da abdicação da Rainha Margrethe foi descrita como uma "surpresa" e um "choque", já que muitos dinamarqueses esperavam que ela permanecesse rainha até a sua morte. Os jornais dinamarqueses saudaram a Rainha pelos seus 52 anos de serviço, com o jornal Weekendavisen descrevendo seu discurso como "pessoal e perfeitamente equilibrado" com "sem drama, sem pathos desnecessário ... uma abdicação que só pode levar lugar na Dinamarca".
A Primeira-Ministra Mette Frederiksen agradeceu à Rainha pela "sua dedicação ao longo da vida e pelos esforços incansáveis pelo Reino" e descreveu-a como o "epítome da Dinamarca". No seu discurso de Ano Novo em 1 de janeiro de 2024, Frederiksen falou do choque e da descrença sentidas pelos dinamarqueses no momento em que a Rainha anunciou a sua abdicação, e disse que foi "como se o tempo tivesse parado". Ela agradeceu à Rainha por seus anos de serviço e disse:
Durante gerações, a Rainha tem sido a nossa marca de união. Um ponto de apoio quando todo o resto estava em movimento. Parte de onde viemos. E quem somos. A Rainha conseguiu falar conosco como povo. Tanto para novos como para antigos dinamarqueses. Tanto para jovens como para idosos. E para todo o reino – Dinamarca, Ilhas Faroé e Gronelândia. Através de grandes mudanças, a Rainha manteve a arte, a cultura, as virtudes, a sabedoria antiga. E uma perspectiva internacional. Para preservar a tradição. Nossas tradições. E ao mesmo tempo ser um chefe de estado moderno para um país moderno – é uma arte de equilíbrio que exige devoção e respeito. É exatamente essa renovação que a Rainha continua com a decisão de renunciar e deixar espaço para uma nova geração. Agora estamos a embarcar num novo capítulo para a Dinamarca. Sentiremos falta da Rainha Margrethe, a quem tanto amamos. Mas o fato de a Casa Real continuar viva como instituição é em grande parte mérito da pessoa Margrethe.
O vice-primeiro-ministro Troels Lund Poulsen observou que a decisão da rainha de abdicar mostra tanto a sua "sabedoria" como a "força e durabilidade da monarquia para a Dinamarca", e disse que o novo rei "será capaz de conduzir a monarquia dinamarquesa com segurança para uma nova era , onde a tradição e a renovação poderão acompanhar-se".
O presidente do Folketing, Søren Gade, agradeceu à Rainha por "ser uma pessoa atenciosa e unificadora para todo o reino dinamarquês" e disse que "ao adaptar a casa real passo a passo", Margrethe "conseguiu renovar a casa real como uma instituição".
Outros políticos dinamarqueses, incluindo o Ministro das Relações Exteriores e ex-primeiro-ministro Lars Løkke Rasmussen, o líder da Aliança Liberal Alex Vanopslagh, o líder do Partido Social Liberal Martin Lidegaard , o líder do Partido Popular Dinamarquês Morten Messerschmidt, o líder do Partido Popular Conservador Søren Pape Poulsen, Líder da Esquerda Verde Pia Olsen Dyhr, Líder da Nova Direita Pernille Vermund, Porta-voz político da Aliança Vermelho-Verde Pelle Dragsted, Lorde Prefeito de Copenhague Sophie Hæstorp Andersen, e Prefeito do Município de Aarhus Jacob Bundsgaard também prestaram homenagem à Rainha.
Aksel V. Johannesen, primeiro-ministro das Ilhas Faroé, saudou Margrethe como o "epítome da estabilidade e majestade" e agradeceu à Rainha pelo seu "grande trabalho e fidelidade".
Múte Bourup Egede, primeiro-ministro da Gronelândia, disse que a Rainha tem sido "gostada e respeitada por muitos groenlandeses" e agradeceu a Margrethe "pelo seu reinado de 52 anos, dedicação e compromisso com a Gronelândia".

### Estrangeiro
- Austrália – O primeiro-ministro Anthony Albanese disse estar orgulhoso de que "Hobart, nascida Mary Donaldson, se tornou a Rainha da Dinamarca", e disse "ela se comportou de uma forma que acho que traz enorme apoio e orgulho a todos os australianos".[52]
- Tasmânia

```
– O primeiro-ministro da Tasmânia , Jeremy Rockliff, disse que os "cinquenta e dois anos no comando de Margrethe são um feito incrível" e que a Tasmânia "não poderia estar mais orgulhosa da princesa herdeira Mary", que nasceu e foi criada em Hobart . Ele disse que espera ver "a rainha nascida na Tasmânia liderar o futuro da Dinamarca".
[
69
]
[
70
]
 O vice-primeiro-ministro Michael Ferguson disse que Mary "resume o que significa ser da Tasmânia: humilde, trabalhadora e perseguindo silenciosamente o extraordinário."
[
49
]
```

- Bélgica – O palácio real belga elogiou Margrethe por colocar os "interesses da nação dinamarquesa e do povo dinamarquês em primeiro lugar" durante os seus 52 anos como rainha.[71]
- China – O Presidente Xi Jinping enviou felicitações ao Rei Frederik X pela sua ascensão ao trono e enviou cumprimentos e bênçãos à Rainha Margrethe II. [72]
- Finlândia – O Presidente Sauli Niinistö enviou uma carta de felicitações ao Rei Frederik X e à Rainha Maria.[73]
- Islândia – Presidente Guðni Th. Jóhannesson agradeceu à Rainha Margrethe pelo "seu serviço bem-sucedido" durante mais de meio século e por "todos os seus esforços na consolidação da amizade entre a Islândia e a Dinamarca ao longo dos anos". Ele disse que Margrethe foi “sempre bem-vinda na Islândia” e que o povo da Islândia “sempre terá boas lembranças” dela. O Presidente também enviou uma carta de felicitações ao Rei Frederik X.[74]
- Países Baixos – O Rei Guilherme Alexandre, a Rainha Máxima e a Princesa Beatrix homenagearam a Rainha Margrethe por "seu compromisso incondicional e notável com a Dinamarca".[75]
- Noruega – Numa carta ao Rei Frederico X e à Rainha Maria, o Rei Harald V disse que a "estreita amizade entre as nossas duas famílias significa muito para todos nós" e elogiou a Rainha Margrethe por ser "uma monarca presente - com um contagioso humor e vasto conhecimento".[76]
- Roménia – A Guardiã da Coroa da Romênia Princesa Margareta e o Príncipe Radu enviaram uma carta de felicitações ao Rei Frederico X e à Rainha Maria.[77] Margareta também escreveu à rainha Margarida II.[78]
- Espanha – O Rei Felipe VI felicitou o Rei Frederico X pelo início do seu reinado, “com o maior carinho pessoal e votos de felicidades ao povo da Dinamarca”.[79]
- Suécia – O rei Carl XVI Gustaf agradeceu à sua prima Margrethe por ser “uma fiadora da proximidade e do carinho que hoje prevalece entre os nossos países e casas”.[80]
- Estados Unidos – O presidente Joe Biden agradeceu à Rainha Margrethe por "seu compromisso duradouro em aprofundar a parceria entre nossas duas nações" e disse que seu "reinado de 52 anos abrangeu dez presidentes dos EUA, uma época durante a qual o Reino da Dinamarca e os Estados Unidos se moveram mais próximos como parceiros de segurança e comerciais, enquanto os laços de amizade entre o nosso povo se tornaram cada vez mais fortes".[81]
- Reino Unido – O Rei Carlos III prestou homenagem aos muitos anos de serviço da Rainha Margarida II e lembrou-se das frequentes visitas reais entre os dois países, incluindo a sua visita a Copenhaga e Elsinore em 2012.[82]